# Кузнецов, Андрей Иванович
Андре́й Ива́нович Кузнецо́в (23 апреля 1966, Узин, Киевская область — 30 декабря 1994, Франкавилла-аль-Маре, Абруцци) — советский и российский волейболист, игрок сборных СССР, СНГ и России (1987—1994). Серебряный призёр Олимпийских игр 1988, двукратный чемпион Европы, шестикратный чемпион СССР. Нападающий. Мастер спорта СССР международного класса (1986). Рост 196 см.

## Биография
Андрей Кузнецов пришёл в полтавскую ДЮСШ № 2 в возрасте 11 лет и до 13 лет занимался волейболом у Юрия Богданова, а затем перешел к Владиславу Агасьянцу. Выступал за команды: 1982—1985 — «Искра» (Одинцово), 1985—1991 — ЦСКА. В составе ЦСКА: 6-кратный чемпион СССР (1986—1991), обладатель Кубка СССР 1985, 5-кратный обладатель Кубка европейский чемпионов (1986—1989, 1991), трёхкратный обладатель Суперкубка Европы (1987, 1988, 1991). В составе сборной Москвы в 1986 году стал серебряным призёром Спартакиады народов СССР.
С 1991 года играл за итальянские клубы: 1991—1993 — «Лацио» (Рим), 1993—1994 — «Джоя-дель-Колле», 1994 — «Куатро Торри» (Феррара).
В составе молодёжной сборной СССР становился чемпионом Европы 1984 и чемпионом мира 1985.
В сборных СССР, СНГ и России в официальных соревнованиях выступал в 1987—1994 годах. В их составе: серебряный призёр Олимпийских игр 1988, бронзовый призёр чемпионата мира 1990, бронзовый призёр розыгрыша Кубка мира 1989, двукратный чемпион Европы (1987 и 1991), бронзовый призёр европейского первенства 1993, бронзовый (1991) и серебряный (1993) призёр Мировой лиги, участник Олимпийских игр 1992, чемпионата Европы 1989, розыгрышей Мировой лиги 1990, 1992 и 1994.
В 1991 и 1993 годах выступал в составе сборной мира «Все звёзды».
В ночь с 30 на 31 декабря 1994 года погиб в автокатастрофе близ города Кьети (Италия). Похоронен в Москве на Митинском кладбище.
В 1996—2015 годах лучшему волейболисту чемпионата России газетой «Спорт-Экспресс» ежегодно вручался Приз Андрея Кузнецова.

### Семья
Был женат, двое детей.

## Источник
- Волейбол. Энциклопедия/Сост. В. Л. Свиридов, О. С. Чехов. — Томск: Компания «Янсон». — 2001.